# Ceutorhynchus suturalis
Ceutorhynchus suturalis är en skalbaggsart som först beskrevs av Fabricius 1775.  Ceutorhynchus suturalis ingår i släktet Ceutorhynchus, och familjen vivlar. Arten har ej påträffats i Sverige.